# 普卡奧爾科山
14°33′38″S 72°30′52″W / 14.56056°S 72.51444°W
普卡奧爾科山（Puka Urqu），是秘魯的山峰，位於該國南部阿普里馬克大區的安塔班巴省，屬於安第斯山脈的一部分，處於阿通科爾帕山以西和米柳山東北面，海拔高度約4,950米。